# 白马寺 (互助县)
白马寺，位于中国青海省互助县红崖子沟乡白马寺村，为第三批青海省文物保护单位，公布日期为1959年3月16日，类型为古建筑。
白马寺的历史年代为宋。